# 文竹镇 (昭平县)
文竹镇，是中华人民共和国广西壮族自治区贺州市昭平县下辖的一个乡镇级行政单位。

## 行政区划
文竹镇下辖以下地区：
文竹村、桂花村、大广村、七冲村和纸社村。